# Ali Abdo
Ali Abdoh (Alan Morgan) (tiếng Ba Tư: علی عبده) là một võ sĩ người Iran và là người sáng lập Câu lạc bộ thể thao và văn hóa Persepolis. Ông là Chủ tịch của Persepolis FC từ năm 1963 đến năm 1975.

## Đầu đời
Ông sinh năm 1928 tại Iran. Ông là con trai của Mohammad Abdoh Boroujerdi, một giám đốc tư pháp và chuyên gia về luật Hồi giáoduươớii thời Reza Shah. Ông cũng là anh trai của Jalal Abdoh, Đại sứ Iran tại Ấn Độ và Ý và Liên Hợp Quốc. Jalal Abdoh cũng là một trong những thành viên của nhóm tranh luận về trường hợp của Iran chống lại người Anh tại The Hague vì quốc hữu hóa dầu mỏ nàhh nước trong thời kỳ Mossadegh.

## Nghề nghiệp
Abdo trở về Iran từ Hoa Kỳ và trở thành một võ sĩ vô địch. Ông thành lập Câu lạc bộ thể thao Persepolis vào năm 1963, cũng được thành lập với một đội bóng rổ, một đội bóng chuyền và quan trọng nhất là đội bóng đá nổi tiếng, Persepolis FC.
Persepolis FC ngày nay là một trong những câu lạc bộ bóng đá ở Iran thành công và nổi tiếng nhất cho tới nay.
Bowling Abdoh, trụ sở ban đầu của câu lạc bộ Bowling vẫn còn tồn tại đến ngày nay trên Đại lộ Shariati với tên gọi Khu liên hợp văn hóa và thể thao Shahid Chamran.